# Costa Bakutis
La costa Bakutis es una porción de la Tierra de Marie Byrd, sobre el mar de Amundsen en la Antártida. Se extiende desde el cabo Herlacher (73°45′S 114°12′O / -73.750, -114.200) en el extremo norte de la península Martin, que la separa de la costa Walgreen, hasta el punto más oriental de la isla Dean (74°42′S 127°05′O / -74.700, -127.083), que la separa de la costa Hobbs.
Esta costa está bordeada por varias islas cubiertas de hielo en la extensa barrera de hielo Getz, entre ellas las islas Siple, Wright, Lauff y las rocas Siglin. 
Esta costa fue avistada por miembros del Servicio Antártico de los Estados Unidos entre 1939 y 1941 y cartografiada en parte mediante fotografías aéreas tomadas durante la  Operación Highjump entre 1946 y 1947. Ambas expediciones fueron lideradas por el almirante Richard E. Byrd. El Servicio Geológico de los Estados Unidos cartografió completamente la costa Bakutis mediante expediciones en el terreno y por fotografías aéreas desde aviones de la Armada de los Estados Unidos entre 1959 y 1966.
La costa Bakutis Coast fue nombrada por el Comité Consultivo sobre Nomenclatura Antártica (US-ACAN) en honor al almirante Fred E. Bakutis, comandante de fuerza naval de soporte antártico desde 1965 a 1967.
En el interior de la costa Bakutis se halla la Base Byrd, a unos 500 km de la actual línea costera, que fue la base de la Operación Deep Freeze desde 1957. En 1968 fue perforado allí el primer núcleo de hielo que penetró completamente la capa de hielo de la Antártida. La estación fue abandonada en 1972, aunque desde hace muchos años es un campamento temporal en verano, el Byrd Superficie Camp, utilizado para apoyar operaciones en el norte de la Antártida Occidental.
La costa Bakutis es terra nullius que no es reclamada por ningún país, y como el resto de la Antártida al sur del paralelo 60° S, se halla afectada por los términos del Tratado Antártico.